# Labidiaster annulatus
Espèce
Labidiaster annulatus est une espèce d'étoiles de mer de la famille des Heliasteridae. Elle vit dans les eaux froides de l'Antarctique et dispose d'un grand nombre de bras minces et flexibles.

## Description

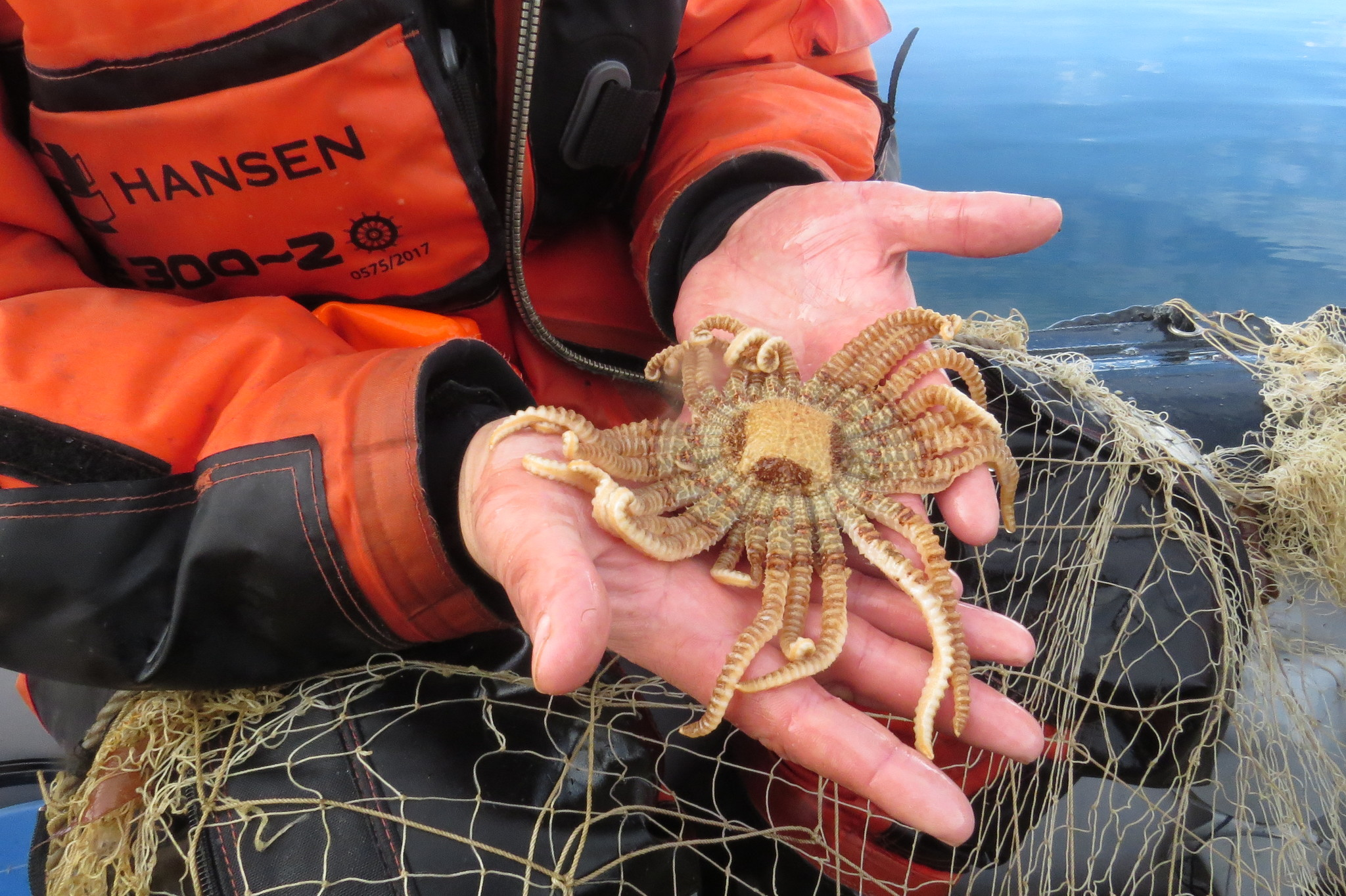

Labidiaster annulatus possède un disque central large et 40 à 45 longs bras étroits et peut atteindre un diamètre de 60 centimètres. Le disque est légèrement gonflé et est élevé au-dessus de la base des bras. La madréporite est grande et près du bord du disque. La surface aborale ou supérieure est recouverte d'un réseau maillé de petites plaques qui se chevauchent légèrement. Celles-ci sont recouvertes par une membrane avec de nombreuses projections soulevées, appelées papules, quelques petites épines et quelques gros pédicellaires triangulaires, en forme de clé, peuvent saisir des objets. Les bras sont entassés, où ils rejoignent le disque, et leur surface aborale est pareillement vêtue d'écailles imbriquées dans un maillage quadrangulaire. Il y a aussi des épines courtes et des papules multiples et un certain nombre de petits pédicellaires. À intervalles vers le bas de chaque rayon, il y a des bandes transversales de pédicellaires. La surface buccale ou inférieure du disque central a une bouche entourée d'écailles supplémentaires. Les rainures ambulacraires sont larges et au centre de la face buccale de chaque bras. Elle possède des écailles étroites de part et d'autre des rainures avec deux épines sur chacune, une superposition de la rainure et l'autre faisant saillie à partir du côté du bras. Elle a des rangées de pieds tubulaires de part et d'autre de la rainure, chaque pied comportant une ventouse en forme de bouton à l'extrémité.

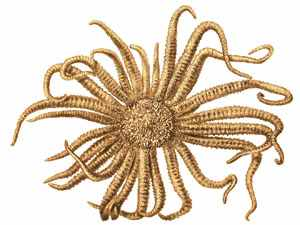
Illustration scientifique issue de l'Expédition du Challenger.
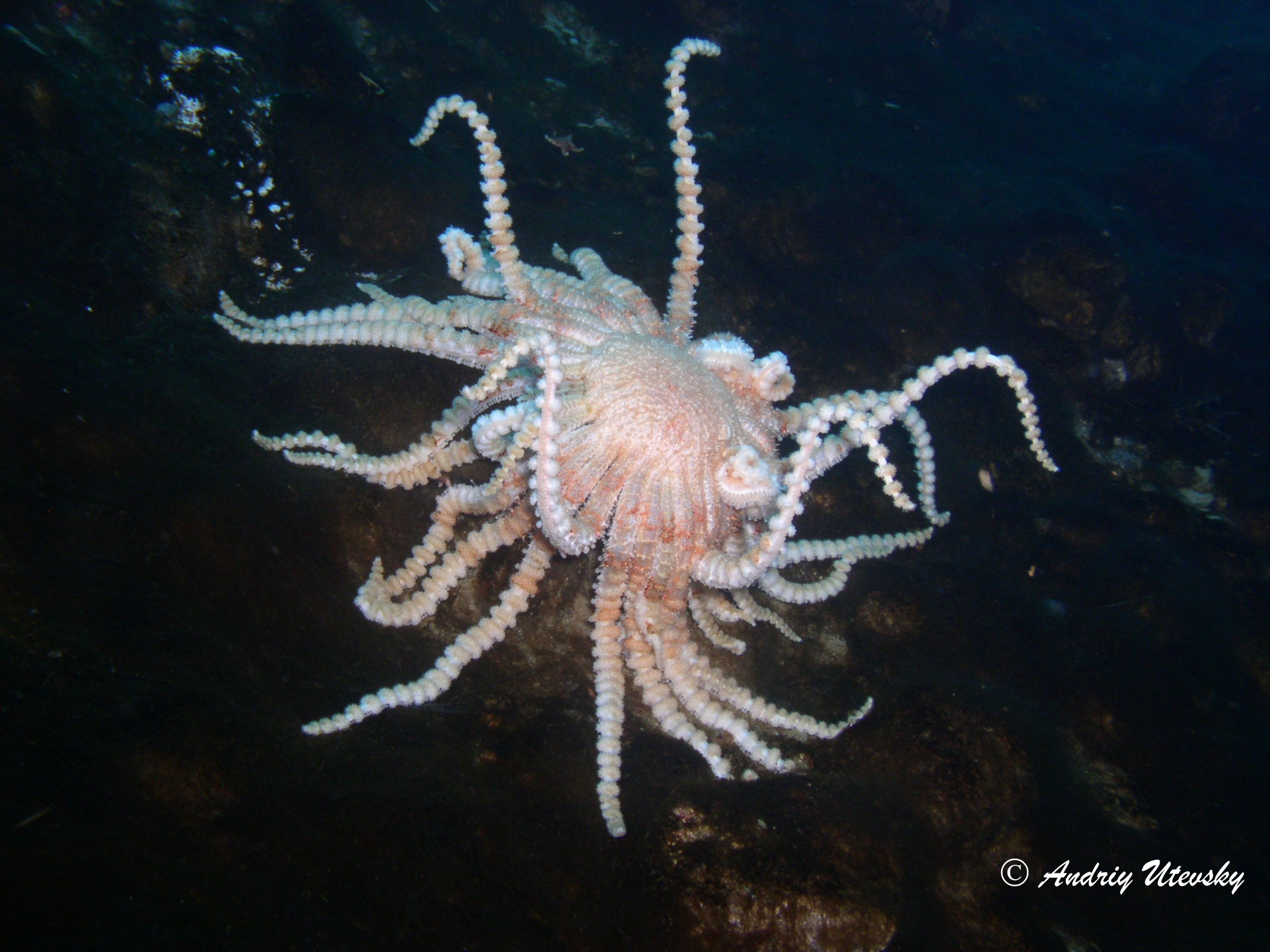
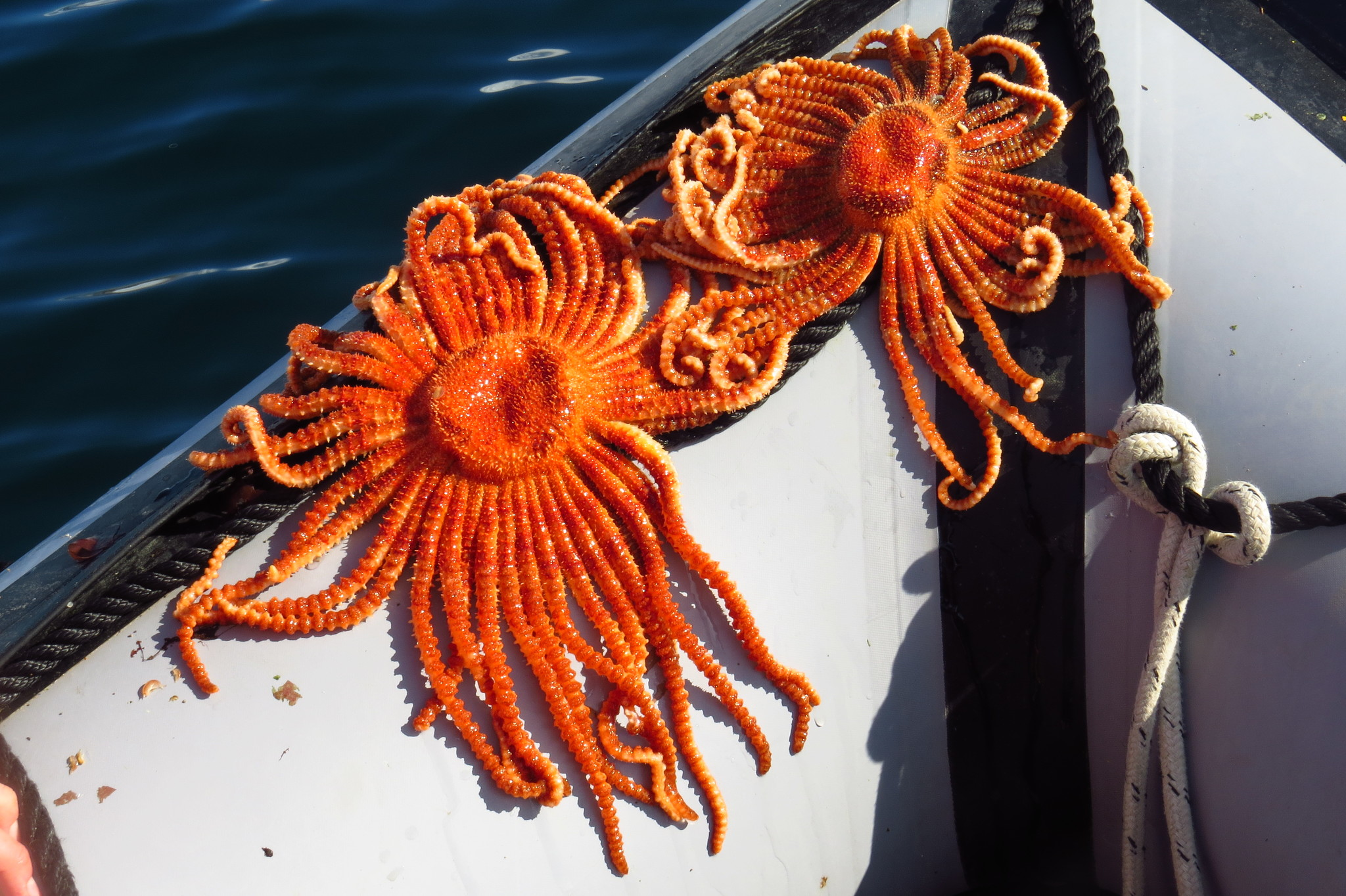

## Distribution et habitat
Labidiaster annulatus vit autour de la péninsule Antarctique, Géorgie du Sud et les îles Sandwich du Sud. On la trouve jusqu'à 554 mètres de profondeur, mais cette étoile de mer fréquente le plus souvent les fonds situés entre 30 et 400 mètres. Elle vit sur les fonds marins et évolue sur le sable, la boue, le gravier et les roches.

## Prédation
Labidiaster annulatus est un prédateur opportuniste et nécrophage. Elle se déplace sur les fonds marins à l'aide de ses nombreux bras. Elle monte souvent sur un rocher ou une grosse éponge pour se surélever. Elle s'accroche avec certains de ses bras et utilise les autres comme des cannes à pêche. Les bras, longs et souples, se tordent au gré du courant à la recherche de proies. Les invertébrés ou les poissons qui entrent en contact, même faible, avec les bras sont saisis par les pédicellaires qui se referment. Les autres bras s'enroulent autour de la proie puis la dirigent vers la bouche. Celle-ci est extensible et peut ingérer de grosses proies. La proie continue de se débattre pendant qu'elle est transportée et peut s'échapper. L'analyse des contenus stomacaux a révélé que le krill et les amphipodes étaient les éléments principaux de son régime alimentaire. Des sédiments étaient souvent présents et contenaient de la microflore, telle que des foraminifères. Une portion de poisson, mesurant 6 cm, a été trouvée dans un individu, mais on ignorait si elle l'avait capturé vivant ou mort. L'estomac comprenait également des juvéniles de cette espèce et des ophiures, comme Ophionotus victoriae.

## Reproduction
La reproduction de Labidiaster annulatus est mal connue. Les larves passent au moins par le stade bipinnaria et le brachiolaria comme cela a été démontré par l'analyse de l'ADN. Les larves sont planctoniques et passent de nombreux mois à la dérive, dans les courants, avant de s'installer sur les fonds marins en se métamorphosant en adulte.